# 若西·艾森柏格
若西·艾森柏格（法語：Josy Eisenberg，1933年12月12日—2017年12月8日）出生於法國大東部大區下萊茵省的已故猶太教拉比，同時也是一位具有波蘭猶太裔和哈西迪教派的電視節目製作人。

## 生平
他先就讀甫斯特爾·德·庫朗日中學得到中學的文憑，在亨利·席利的鼓勵之後，進入法國猶太神學院接受猶太教完整的拉比訓練，在兵役結束之後在巴黎一個教堂擔任拉比，1961年至1964年期間是首席拉比雅各布·卡普蘭的私人秘書。
之後他開始投入製作猶太教電視節目《生命之源》（La Source de vie），節目播出時間長達55年，是法國猶太教徒重要的精神支柱，於禮拜天上午9點15分準時開播，這個節目持續到直到他逝世為止，使得他的講道在法國猶太教徒之間家喻戶曉，同時也是法國電視史上最長電視節目的主持人。。
2017年12月8日逝世，享年83歲。

## 受獎
- 法國榮譽軍團勳章
- 法國國家功績勳章
- 藝術與文學勳章司令勳章[3]

## 相關連結
- IMDb：Josy Eisenberg
- 生命之源節目官方網站：生命之源